# Stettiner Landschaftsschutzpark Buchheide

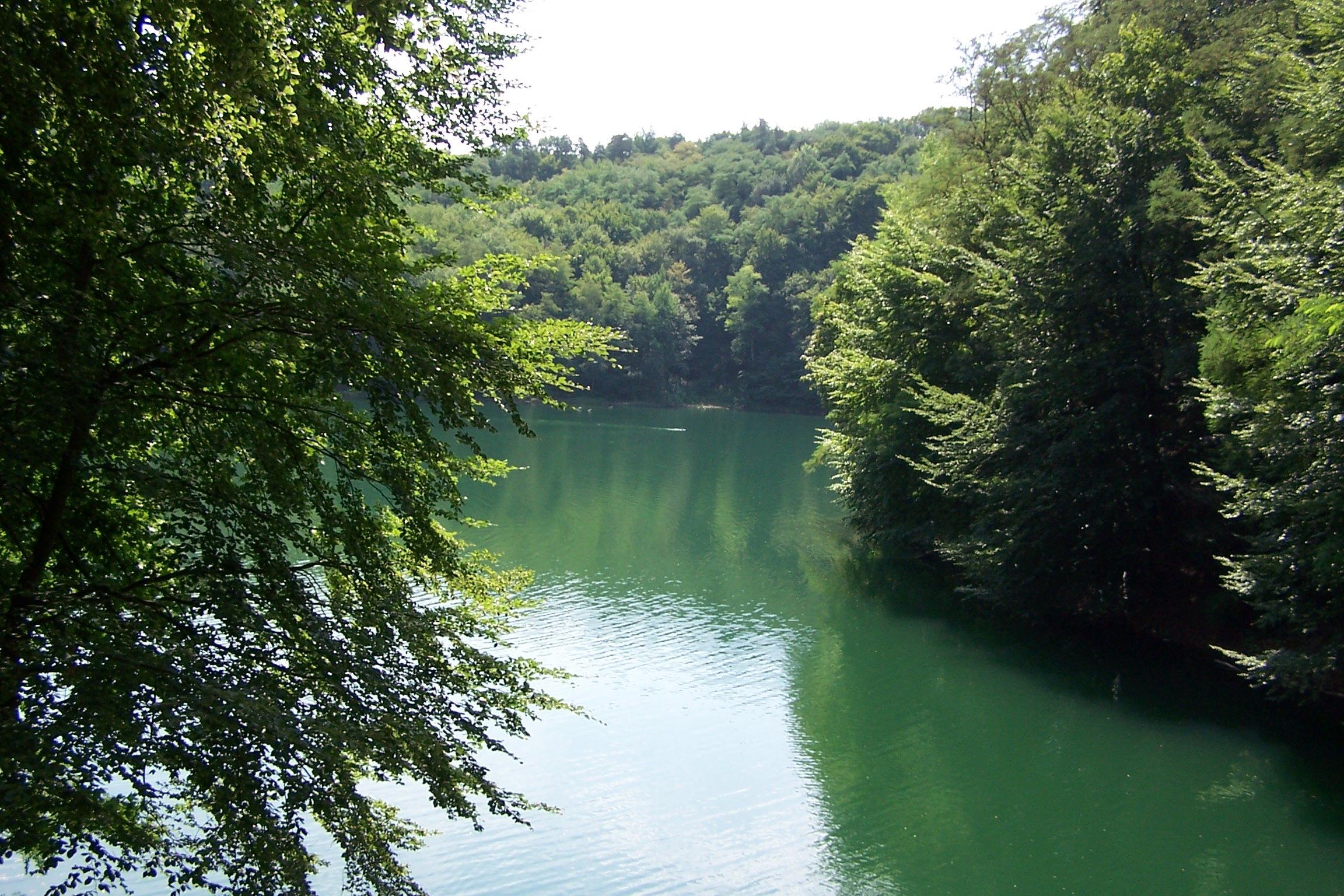
Jezioro Szmaragdowe in Stettin (deutsch Hertha-See; ein ehemaliger Kreide-Tagebau, entstanden 1925)

Der Stettiner Landschaftsschutzpark Buchheide (Szczeciński Park Krajobrazowy „Puszcza Bukowa“) befindet sich in der Woiwodschaft Westpommern zwischen Zdroje (Finkenwalde) und Stare Czarnowo (Neumark). Die Buchheide besitzt einen reichhaltigen geologischen Aufbau und besteht aus einem Moränenwall. Die höchste Erhebung ist mit 148 m der Berg Bukowiec. Im Park kommen neben vielen Findlingen Teiche, Seen und zahlreiche kleine Tümpel und Waldmoore vor. Der Baumbestand wird von der Rotbuche dominiert.
Das Schutzgebiet wurde 1981 gegründet, umfasst eine Fläche von ca. 9.096 ha und weist eine zusätzliche Pufferzone von 11.842 ha auf. In dem Park befinden sich sechs Naturschutzgebiete. Der Sitz der Verwaltung ist in Gryfino (Greifenhagen).

## Geologie
Der Buchheiderücken gleicht einem verwitterten Wall nördlich dem Greifenhagener Land. Nacheiszeitliche Erosion schuf ein lebhaftes Relief. Pulvermühlen- und Hökendorfer Bach gruben die schönsten und tiefsten Täler. Seine Nordflanke steht an der Oderfurche – dort, wo diese sich zur Senke des Dammschen Sees erweitert. Von dort aus zieht sich der Rücken gut 15 km südostwärts am Plönetal entlang, bis er sich bei Neumark zwischen dem Madü- und dem Bangastsee verliert. Quer zur Längsachse greift eine tiefgehende Zertalung. Das Gebiet ist geologisch von Geschiebemergel bestimmt, teils von Schiefer, Kaolin, Letten und bei der Kellerbecker Mühle von Braunkohle durchsetzt, Kreide tritt in zwei großen Gruben am Nordabhang auf, mitteloligozäner Meereston besonders im Isertal, im Pulvermühlen- und im Hökendorfer Tal.

## Naturdenkmäler
Die Buchheide iat zu etwa 70 Prozent mit Buchenmischwald und zu 30 Prozent mit Kiefernwald bedeckt. Die vielfältigen Bodenarten begünstigten eine artenreiche Vegetation, etwa Elsbeere, Heckenrosen und der Aronstab. Im Gebiet befinden sich zahlreiche große Findlinge. Sehenswerte ist die Prinzeneiche (Dąb Książęcy) im Distrikt 33, eine markante Eiche am Hundepfuhl (polnisch Psie pole), die Napoleonseiche im Distrikt 77, das Moskowiter Denkmal aus dem Siebenjährigen Krieg. Bemerkenswert ist auch der Wiegenstein im Distrikt 21, Grenzsteine des Johannisklosters, ein Stein bei Peter Schmidts Krug, der Große Stein im Disktrkt 97m der Drei Brüder Stein (Dąb Frater). Polnische Quellen verweisen auch auf Zietelmanns Eichen (Dęby Krzywoustego), Dęby Wartownicy, die Friedenseiche (Dąb Pokoju), die Ottolinde (Lipa św. Ottona), und die Lipa Walpurga.

## Erhebungen
| ursprünglicher deutscher Name | heutiger Name       | kein deutscher name verzeichnet | Bukowiec |
| Heiliger Berg                 | Świątek             |                                 |          |
| Zobelsberg                    | Sobolowa Góra       |                                 |          |
| Klosterberg                   | Kopytnik und Wodnik |                                 |          |
| Schuster Berg                 | Garbisko            |                                 |          |
| Jägerberg                     | Łowczyn             |                                 |          |
| Der lange Berg                | Długa Góra          |                                 |          |
| Kibitzberg                    | Przyłęg             |                                 |          |

## Seen
Zahlreiche Seen, besonders der Binower-, Glien- und Schwarzer See, ließen die Buchheide zu einem Naherholungsgebiet werden
Markant ist auch der smaragdgrüne Herthasee bei der aufgelassenen Katharinenhofer Kreidegrube.
| ursprünglicher deutscher Name | heutiger Name             |
| ----------------------------- | ------------------------- |
| Glien-See                     | Glinna Wąska              |
| Fauler See                    | Jezioro Leniwe            |
| Schiefel-See                  | Dereń                     |
| Schwarzer See                 | Czarny Staw               |
| Schlangensee                  | Wężówko                   |
| Waglin-See                    | Węglino                   |
| Binower See                   | Jezioro Binowskie         |
| Faule Griep                   | nicht mehr verzeichnet    |
| Großer Petznicksee            | Jezioro Piasecznik Wielki |
| Kleiner Petznicksee           | Piasecznik Mały           |
| Most-Pfuhl                    | Moszczno                  |
| Nieder-See                    | nicht mehr verzeichnet    |
| Klarer See                    | nicht mehr verzeichnet    |
| Kreck-See                     | nicht mehr verzeichnet    |
| Kleiner Kreck See             | nicht mehr verzeichnet    |
| Großer Waglinsee              | nicht mehr verzeichnet    |
| Wendscher See                 | nicht mehr verzeichnet    |

## Geschichte
Im Gebiet der Buchheide befinden sich mehrere Burgwälle aus slawischer Vorzeit. Bei der Pulvermühle (heute: Szwedzki Młyn) befindet sich der Burgwall Kyowsthal (Grodzisko Klęskowo). Erkennbar ist, dass Spitze eingeebnet ist. Auf einer Landzunge des Gleinsses, zwischen Schiefelssee und Faluem See viereckige ebene aber keine Reste einer Umwallung. An der Südwestspitze der Buchheide, liegt an der Faule Gripe auch ein Burgwall auf einem abgestumpften Hügel. Hier führte am Westufer der Faulen Gripe ein damm zur Burg, ansonsten war dier Hügel durch sumpfiges Gelände geschützt.
Am Südufer des Gliensees befindet sich ein Urnenhügel, der Lüttken-Griepenhagen hieß, d. h. Klein-Greifenhagen. Der Sage nach soll hier eine Stadt bestanden haben. Das Gräberfeld wurde vermutlich von den Wendenfürsten aus dem Greifengeschlecht genutzt.
Die Buchheide blieb trotz der Nähe zu Stettin weitgehend unbesiedelt, weil die hügelige Gegend aus Moränenzügen für Landwirtschaft unattraktiv war. Mur an wenigen Orten siedelten Kolbatzer Klosterbauern, so in Kolow, Dobberphul und Neumark. Das erste deutsch besiedelte Dorf wurde 1173 „Dorf der Deutschen“ genannt spätere Ort „Hohenkrug“.
Viele Ortsnamen Binow, Cirnow, Dobberpfuhl, Gelich, Iseritz, Klebow Klütz, Kolbatz, Kolow, Massowlank, Reckow, Podejuch, Gabesee, Ginzlow, und Gmeridniza verweisen auf die wendische Zeit. Auf der Höhe des Kamms befindet ich seit alters eine Straße zwischen Podejuch und Neumark über Kolow und Dobberphul.
Durch den 1770 unter Friedrich II. erfolgten Durchstich der Plöne sanken die Wasserspiegel des Madüsees, und des Binower Sees, der mit dem Faulen Griep und dem Madüsee in Verbindung steht. Kreide-, Ton- und Quarzvorkommen führte zur Ansiedlung von Industriebetrieben in Podejuch. Dieser Ort wurde aber auch ein Villenvorort von Stettin.